# محمودشاه سوم گجرات
ناصرالدین محمود شاه سوم معروف به محمود خان (۱۵۲۶ – ۱۵۵۴)، سلطان مظفریان گجرات هند بود که از سال ۱۵۳۷ تا ۱۵۵۴ بر سلطنت گجرات، پادشاهی اواخر قرون وسطی در هند، حکومت کرد. او مجبور بود مرتباً با اشراف خود که علاقه‌مند به استقلال بودند، به ویژه دریا خان و عمادالملک، بجنگد. او توسط یکی از خدمتکارانش کشته شد.

## پیشینه
بهادرشاه گجراتی پسری نداشت، از این رو پس از مرگ او عدم اطمینان در مورد جانشینی وجود داشت. محمد زمان میرزا، شاهزاده تیموری فراری، ادعای خود را بر این اساس مطرح کرد که مادر بهادر او را به عنوان پسر خود به فرزندی پذیرفته است. اشراف، برادرزاده بهادر، میران محمد شاه اول از خاندش را به عنوان جانشین او انتخاب کردند، اما او در راه گجرات درگذشت. در نهایت، اشراف، محمود خان، پسر برادر بهادر، لطیف خان، را به عنوان جانشین او انتخاب کردند و او در ۱۰ مه ۱۵۳۸، زمانی که تنها یازده سال داشت، با عنوان محمود شاه سوم بر تخت سلطنت نشست.

## حکومت
حکومت توسط دریا خان و عمادالملک به عنوان نایب‌السلطنه او اداره می‌شد. دریا خان تصمیم گرفت عمادالملک را سرنگون کند و قدرت برتر را به دست آورد. با این هدف، او از پادشاه که به بهانه شکار از احمدآباد خارج شده بود، دستور گرفت و به عمادالملک دستور داد تا به املاک خود در جهالاواد بازنشسته شود. شش ماه بعد، دریا خان با همراهی سلطان، ارتشی را به جهالاواد هدایت کرد و عمادالملک را در نبردی در پاتدی، پنجاه و دو مایلی غرب احمدآباد، شکست داد و او را تا برهانپور تعقیب کرد و در آنجا متحد عمادالملک، حاکم خاندش را شکست داد و عمادالملک را مجبور به فرار به سلطنت مالوا کرد. پس از این موفقیت، دریا خان غرق در لذت شد و مدیریت پادشاهی را به عالم خان لودی واگذار کرد. پادشاه با پنهان کردن نارضایتی خود از نحوه رفتار با او، وانمود کرد که هیچ علاقه‌ای به امور مملکتی ندارد. عالم خان لودی با دیدن بی‌خیالی دریا خان، شروع به جاه طلبی کرد و با بازنشستگی در املاک خود در دهندوکا، از پادشاه دعوت کرد تا به او بپیوندد. پادشاه، محمود شاه، با این باور که او جدی است، از نظارت فرار کرد و به عالم خان پیوست. دریا خان با اطلاع از فرار پادشاه، یکی از نوادگان احمد شاه را با لقب مظفر شاه به تخت سلطنت نشاند و با ضرب سکه به نام او با سپاهی به سمت دهندوکا حرکت کرد. عالم خان و پادشاه در دهور در دهولکا با او ملاقات کردند و نبردی درگرفت که در آن محمود و عالم خان شکست خوردند. پادشاه به رانپور و از آنجا به پالیاد گریخت، در حالی که عالم خان به سادرا گریخت. دریا خان دهندوکا را اشغال کرد. اما افرادش که از مخالفت با پادشاه ناراضی بودند، به سرعت او را ترک کردند، برخی به عالم خان و برخی به محمود شاه پیوستند. اندکی پس از آن، پادشاه به عالم خان پیوست و به سمت احمدآباد که دریا خان از آنها پیشی گرفته بود، لشکرکشی کرد. شهروندان دروازه‌ها را به روی دریا خان بستند، اما او از طریق دروازه برهانپور به زور وارد شد. دریا خان با شنیدن نزدیک شدن پادشاه به مبارک شاه در برهانپور گریخت و خانواده و گنجینه خود را در قلعه چمپنر گذاشت.
پادشاه وارد احمدآباد شد و اندکی بعد چمپنر را تصرف کرد. عالم خان اکنون عمادالملک را که کمک هزینه بهاروچ و بندر سورت (گجرات) را دریافت کرده بود، فراخواند. اندکی بعد، محمود شاه به افراد درجه پایین، به ویژه به یک پرنده‌گیر به نام چارجی، که او را با لقب محفظ خان مفتخر کرد، ابراز لطف کرد. چارجی به محمود توصیه کرد که سلطان علاءالدین لودی و شجاعت خان، دو تن از اشراف اصلی را به قتل برساند. و پادشاه بدون مشورت با وزرای خود دستور اعدام این افراد را صادر کرد. اشراف با محاصره محمود شاه در کاخش، خواستار تسلیم محفظ خان به آنها شدند، اما پادشاه از تسلیم او خودداری کرد. سپس اشراف خواستار ملاقات شدند و پادشاه این را پذیرفت، محفظ خان با وجود هشدار در مورد خطرش، در آنجا حضور داشت. عالم خان هنگام ورود به حضور شاه به پیروان خود علامت داد تا محفظ را بکشند و او علیرغم اعتراضات پادشاه کشته شد. سپس محمود اقدام به خودکشی کرد، اما مانع او شدند و او را تحت مراقبت قرار دادند و اشراف اصلی به نوبت او را تحت نظر گرفتند. به زودی بین عالم خان و مجاهد خان و برادرش نزاع درگرفت و دو تن از اشراف اخیر، فرار پادشاه را ترتیب دادند و خانه‌های عالم خان و پیروانش را غارت کردند. عالم خان به پتهپور در ماهی کانتا گریخت. سپس به دریا خان که او را از دکن فراخوانده بود پیوست و از عمادالملک سورت و آلپ خان دهولکا کمک مالی گرفت. عمادالملک به سلطان نامه نوشت و درخواست بخشش شورشیان را کرد.
اما پیش از آنکه سلطان که با رحمت رفتار می‌کرد، بتواند آنها را عفو کند، عالم خان و دریا خان دوباره با اقدامات آشکار شورش مرتکب شدند. سلطان از نقشی که عمادالملک در قیام داشت ناراضی بود و او را به چمپنر احضار کرد، جایی که با همدستی سلطان، اردوگاه او غارت شد. سلطان از این حمله اظهار بی‌اطلاعی کرد و به درخواست عمادالملک به او اجازه داد تا به مکه برود. در سال ۱۵۴۵ هنگامی که او آماده رفتن به زیارت بود، عمادالملک کشته شد. جانشین او در سورت، خداوند خان رومی بود که سورت را تحت فرمان او داشت و علیرغم مخالفت‌ها و دسیسه‌های پرتغالی‌ها، پنج سال قبل از آن ساخت قلعه سورت را به پایان رسانده بود. در همین حال، عالم خان و دریا خان از گجرات رانده شدند و مجبور شدند به فرمانروای دهلی پناه ببرند. پادشاه اکنون افضل خان، وزیر مرحوم بهادر شاه را به عنوان وزیر خود منصوب کرد و اگرچه افضل خان در انزوا زندگی می‌کرد، اما در مورد اقدامات مهم با او مشورت می‌شد. دیگر اشراف بزرگ عبارت بودند از سید مبارک، فتح خان بلوچ و عبدالکریم خان که لقب اعتماد خان را دریافت کرد و چنان مورد اعتماد سلطان بود که به حرمسرا راه یافت. محمود اکنون با آصف خان در مورد مصلحت فتح مالوا مشورت کرد.
آصف خان به او توصیه کرد که به جای آن، رؤسای راجپوت و مالکان را از وانتا یا زمین‌های موروثی خود محروم کند. تلاش برای پیروی از این توصیه، مردان اصلی ایدار، سیروهی، دونگارپور، بانسوارا، لوناوادا، راجپیپلا، دهود و کرانه‌های رودخانه ماهی را به مقاومت واداشت. پادشاه خطوط پاسگاه‌های خود را تقویت کرد و یکی را در سیروهی و دیگری را در ایدار، علاوه بر پست‌های جدید در جاهای دیگر، ایجاد کرد. در همان زمان، او شروع به آزار و اذیت هندوها کرد، به آنها اجازه داد که به کوچک‌ترین بهانه‌ای کشته شوند، راجپوت‌ها و کولی‌ها را داغ نهاد، آنها را مجبور به پوشیدن پارچه قرمز روی آستین راست کرد، آنها را از سوارکاری در احمدآباد منع کرد و جشن هولی و دیوالی را ممنوع کرد.
در سال ۱۵۵۴، برهان، یکی از خدمتکاران پادشاه، به فکر کشتن او و سلطنت به جای او افتاد. او بر این اساس به ارباب خود داروی مست کننده‌ای داد و هنگامی که او در خواب بود، او را با ضربات چاقو به قلبش کشت. سپس اشراف اصلی را به نام پادشاه احضار کرد، آصف خان صدراعظم و دوازده نفر دیگر را کشت و تلاش کرد تا خود را به عنوان سلطان بپذیرند. هیچ‌کس به او کمک نکرد. حتی همدستانش او را رها کردند. عمادالملک رومی، الغ خان و دیگران برای مخالفت با او متحد شدند و هنگامی که به سمت آنها لشکرکشی می‌کرد، توسط شیروان خان کشته شد. آزار و اذیت‌های محمود چنان نفرت شدیدی را در بین هندوها برانگیخته بود که برهان را نجات دهنده می‌دانستند. محمود پایتخت خود را از احمدآباد به ماهمداواد، هجده مایلی جنوب احمدآباد منتقل کرد و در آنجا قصری ساخت و یک پارک گوزن را محصور کرد. در هر گوشه از پارک، قصری ساخت که دیوارها و سقف‌های سنگی آن با نقش‌های زیبا و گرانبهای طلا و طرح‌های عربی تزئین شده بود. توجه شدید او به اخلاق عمومی باعث شد که زنان مسلمان را از زیارت قبور مقدسین منع کند، زیرا این عمل باعث بی‌نظمی می‌شد. او در سن بیست و هشت سالگی پس از هجده سال سلطنت درگذشت.

## جُستار وابسته
- درگیری‌های گجرات و پرتغال